# 89/93: An Anthology
89/93: An Anthology kompilacijski je album američkog alt-country sastava Uncle Tupelo, objavljen 2002. u izdanju Legacy Recordingsa. To je zbirka pjesama s četiri studijska albuma sastava: No Depression, Still Feel Gone, March 16-20, 1992 i Anodyne. Nastala je nakon što su Jay Farrar i Jeff Tweedy, dva glavna autora Uncle Tupela, tužili staru izdavačku kuću sastava, Rockville Records, zbog neisplaćivanja tantijema za prva dva albuma. Sudskom presudom priznata su im autorska prava te su nakon toga i ponovno objavili prva tri albuma.

## Povijest
Nakon posljednje turneje Uncle Tupela, pjevač i gitarist sastava Jeff Tweedy potaknuo je članove da mu se pridruže u novom sastavu, dok je Jay Farrar tražio članove za vlastiti sastav. Tweedy je uspio zadržati ostatak postave Uncle Tupela i formirao Wilco. Wilco je počeo vježbati nekoliko dana poslije posljednjeg koncerta Uncle Tupela, a u kolovozu 1994. bili su u studiju zbog svojeg prvog albuma, A.M. Farrar je zamolio Jima Boquista da se pridruži njegovu novom sastavu, Son Volt.
Farrar i Tweedy 2000. su tužili Rockville Records i direktora Dutch East India Tradinga Barryja Tenenbauma zbog tantijema koje im je kuća dugovala, dobivši odštetu od Tenenbauma i zajednička prava na prva tri albuma Uncle Tupela. Nakon osiguravanja prava, sastav je objavio 89/93: An Anthology. Uncle Tupelo je 2003. objavio reizdanja svoja prva tri albuma, koja su prije tužbe prodana u preko 200.000 primjeraka.

## Recenzije
Mark Deming s Allmusica ocijenio je izdanje s četiri i pol zvjezdice i naveo kako se radi o odličnom izdanju s presjekom najbitnijih pjesama sastava. "I dok će se dugogodišnji obožavatelji najvjerojatnije buniti oko toga što jest, a što nije na 89/93: An Anthology, istina je da teško možete tražiti bolji vodič za početnike Uncle Tupelo i njegovu glazbu."
Jason Nickey s Pitchforka napisao je u svojoj recenziji kako je Uncle Tupelo uvijek bio sastav Jaya Farrara i da je šteta da se raspao kad je ovaj bio na svom autorskom vrhuncu. Dodao je kako pjesme Jeffa Tweedyja pomalo zaostaju za Farrarovim te da je glavni nedostatak kompilacije podjela njihovih pjesama nauštrb Farrovih.
Na sličnom tragu bila su zapažanja Natea Cavalierija s Rhapsody Musica. "Ova kompilacija kantautorskih godina u Tupelu oslikava zanimljivu sliku partnerstva Farrara i Tweedyja, počevši s "No Depression", obradom pjesme Carter Family iz koje su preuzeli naziv svog prvog LP-a, i završivši s izvrsnim selekcijama kao što su "Chickamauga" i "New Madrid". Sve u svemu, ovo je solidna zbirka najboljih trenutaka sastava čiji su revolucionarni LP-ovi imali sijaset promašaja."
Tom Casetta u svojoj je recenziji za Stylus Magazine napisao: "Antologija je prilično pristojna kolekcija, pokriva sve vječne pjesme sa sva četiri albuma Uncle Tupela. 21 pjesma od sastava koji je okupio bazu obožavatelja mitskih proporcija od svoje mitske inkarnacije. Onima koji su bili tako sretni da nabave njihove rane snimke bit će drago čuti da su snimke digitalno obnovljene te da su na kompilaciji i koncertne, neobjavljene i teško dostupne pjesme kao što su demosnimke "Not Forever, Just For Now" i "Outdone", teško dostupni singl "I Got Drunk", te obrade "Effigy" Creedence Clearwater Revivala i "I Wanna Be Your Dog" The Stoogesa. Oni koji nikad nisu slušali 'Velvet Underground alternative' i žele čuti korijene Son Volta i Wilca trebali bi potražiti ovu kompilaciju."

## Popis pjesama
| Br. | Skladba                                    | Autor                                   | Trajanje |
| --- | ------------------------------------------ | --------------------------------------- | -------- |
| 1.  | »No Depression«                            | A.P. Carter                             | 2:22     |
| 2.  | »Screen Door«                              | Farrar, Tweedy, Heidorn                 | 2:43     |
| 3.  | »Graveyard Shift«                          | Farrar, Tweedy, Heidorn                 | 4:44     |
| 4.  | »Whiskey Bottle«                           | Farrar, Tweedy, Heidorn                 | 4:47     |
| 5.  | »Outdone (1989 Demo)«                      | Farrar, Tweedy, Heidorn                 | 2:59     |
| 6.  | »I Got Drunk«                              | Farrar, Tweedy, Heidorn                 | 2:27     |
| 7.  | »I Wanna Be Your Dog«                      | The Stooges                             | 3:02     |
| 8.  | »Gun«                                      | Farrar, Tweedy, Heidorn                 | 3:41     |
| 9.  | »Still Be Around«                          | Farrar, Tweedy, Heidorn                 | 2:44     |
| 10. | »Looking For A Way Out (Acoustic Version)« | Farrar, Tweedy, Heidorn                 | 2:20     |
| 11. | »Watch Me Fall«                            | Farrar, Tweedy, Heidorn                 | 2:13     |
| 12. | »Sauget Wind«                              | Farrar, Tweedy, Heidorn                 | 3:31     |
| 13. | »Black Eye«                                | Farrar, Tweedy                          | 2:19     |
| 14. | »Moonshiner«                               | Tradicionalna; aranžman: Farrar, Tweedy | 4:24     |
| 15. | »Fatal Wound«                              | Farrar, Tweedy                          | 4:10     |
| 16. | »Grindstone«                               | Farrar, Tweedy                          | 3:17     |
| 17. | »Effigy«                                   | Fogerty                                 | 5:59     |
| 18. | »The Long Cut«                             | Farrar, Tweedy                          | 3:20     |
| 19. | »Chickamauga«                              | Farrar, Tweedy                          | 3:42     |
| 20. | »New Madrid«                               | Farrar, Tweedy                          | 3:29     |
| 21. | »We've Been Had (Live)«                    | Farrar, Tweedy                          | 3:18     |